# Piece of Cake -Ai wo Sakebou-
Pour les articles homonymes, voir Piece of Cake.
Singles de Miliyah Katō
Shounen Shoujo
(2015)
Piece of Cake -Ai wo Sakebou- est le 32e single de Miliyah Katō, sorti sous le label Mastersix Foundation le 2 septembre 2015 au Japon.

## Liste des titres
| 1. | Piece of Cake -Ai wo Sakebou- feat. Mineta Kazunobu (ピース オブ ケイク―愛を叫ぼう― feat. 峯田和伸) |  |
| 2. | U can love me                                                                                       |  |
| 3. | Life is a Song                                                                                      |  |

| 1. | Piece of Cake -Ai wo Sakebou- feat. Mineta Kazunobu (Music Vidéo) (ピース オブ ケイク―愛を叫ぼう― feat. 峯田和伸) |  |